# Hérouville Futsal
Maillots
Actualités
Le Hérouville Futsal est un club français de futsal basé à Hérouville-Saint-Clair dans le département du Calvados.
Le club voit le jour en 2010 en tant que section futsal du Sporting Club hérouvillais, club de football régional. Les bonnes performances sont immédiates et l'équipe accède en championnat de France 2012-2013. L'équipe en est exclu pour fraude à la licence et repart en Division d'honneur. Après une saison, en 2014, les dirigeants décident de devenir indépendant et créent le Hérouville Futsal. Promu en D2 2014-2015, l'équipe ne parvient pas à se maintenir. Une seule année et un nouveau titre régional permet de remonter en Division 2. Le HF s'y maintient et joue la montée dans l'élite avec deux troisièmes places, une quatrième puis la première place à l'arrêt prématuré de la saison 2019-2020.
L'international Samir Alla intègre l'équipe à ses débuts et y reste fidèle malgré les sollicitations. Il y évolue notamment avec ses deux frères.
Le club est présidé par Abdelillah Alla et évolue au gymnase Allende à domicile avec des maillots bleu. Pour l'exercice 2020-2021, l'équipe première est entraîné Ramzi Majri et évolue en Division 1.

## Histoire

### SC hérouvillais: débuts réussis
En 2010, la section futsal du club de football Sporting Club hérouvillais est créée par Rachid Hadji, dirigeant du club. Les nombreux joueurs hérouvillais du club proche JS Douvres Futsal, dont l'international Samir Alla, rejoignent le nouveau club.
L'équipe est vainqueur de la coupe de la Ligue de Basse-Normandie en 2011 et 2012. En parallèle, la deuxième année, les Hérouvillais survolent le championnat régional. Parallèlement à une demi-finale en Coupe de France, ils sont invités à participer au championnat de France 2012-2013, seule division au niveau national,,,.
Section d'un club de football, le SCH ne peut aligner que deux joueurs ayant une double licence football-futsal, souvent les éléments-clés de l’effectif Samir et Nabil Alla. Neuvième sur douze début mars 2013, alors que les six derniers sont relégués pour préparer la future Division 1, le SC Hérouville est sanctionné pour fraude sur l'identité d'un joueur,,. Le club est exclu du championnat avant la 19e journée, son président et le capitaine suspendus et la structure futsal dissoute.
L'équipe ne reprend pas au sein de la nouvelle Division 2 pour la saison 2013-2014, comme cela aurait dû être le cas s’il avait été relégué sportivement, mais un échelon plus bas, en Division d’Honneur de la Ligue de Basse-Normandie.

### Hérouville Futsal: club national
En 2014, les dirigeants souhaitent séparer les deux disciplines (football et futsal) au sein du SC hérouvillais. Le Hérouville Futsal est fondé,. En D2 2014-2015, le HF termine neuvième sur douze et premier relégable.
Lors de la saison 2015-2016, le HF se hisse jusqu'en demi-finale de la Coupe de France, son meilleur parcours jusqu'à présent. Après avoir éliminé Laval (D2, 5-1), Saran (D2, 7-5) puis Béthune (D1, 4-3), les Hérouvillais sont éliminés par Garges Djibson (6-8), finaliste de Division 1 et de la Coupe. Hérouville est aussi champion de Division d'honneur, avec 18 victoires lors des 18 premières journées, et qualifié pour les barrages DH-D2, contre l'Ouverture de Clermont-Ferrand. Après deux saisons en DH, l'équipe remonte en deuxième division.
Cette fois, l'équipe obtient la troisième place du groupe A de D2 2016-2017, à seulement deux points des deux co-premiers qui montent en D1. Hérouville enchaîne pour la première fois une seconde saison au niveau national. En 2017-2018, le club ne peut rien contre l'ogre ACCES et ses internationaux. Le HF finit à nouveau troisième, avec la seconde meilleure attaque mais à 18 points de la seule place en D1. Pour l'exercice 2018-2019, c'est Orchies Pévèle FC qui domine et remporte toutes les rencontres sans exception. Hérouville finit quatrième, relégué à vingt points avec trois autres équipes.
Pour la saison 2019-2020, le club revoit et « professionnalise » son organisation sportive avec des déplacements la veille des rencontres à l'extérieur, le passage à quatre entraînements par semaine (trois au maximum auparavant), l'instauration de séances de musculation et de vidéos pour étudier les adversaires, une préparation d'avant-saison de six semaines (quatre habituellement) et l'arrivée dans le staff d'Eric Fouda en tant que préparateur physique et adjoint sur les aspects techniques et tactiques. Mais l'exercice 2019-2020 est tronquée par la pandémie de Covid-19. Premier et invaincu (onze victoires, un match nul et une défaite sur tapis vert) du groupe A de Division 2 à l'arrêt de la compétition, Hérouville est promu en D1 après une quatrième saison d’affilée en D2. Pour la deuxième fois de son histoire le club atteint le plus haut niveau. L'entraîneur et capitaine Samir Alla est élu meilleur joueur du championnat.
En 2021-2022, le promu hérouvillais réalise une saison qui dépasse les attentes, terminant à la sixième place,. L'attaquant Nabil Alla termine meilleur buteur de la division avec 29 buts inscrits.
Pour la première fois de son histoire, Hérouville enchaîne une deuxième saison consécutive dans l’élite. Mais l'équipe termine dernière et est reléguée.
De retour en D2, Hérouville Futsal connaît quinze victoires et un nul lors des seize premiers matchs et atteint alors la barre symbolique des cent buts inscrits. À trois journées de la fin, le HF est sacré champion et remonte dans l'élite.

## Palmarès

### Titres et trophées
Vainqueurs de la coupe de Basse-Normandie en 2011, les Hérouvillais récidivent la saison suivante et remporte le championnat régional.
- Division 2
  - Champion : 2023
  - Premier de groupe : 2019-20

- Division d'honneur Basse-Normandie (2)
  - Champion : 2012 (SC hérouvillais) et 2016

- Coupe de Basse-Normandie (2)
  - Vainqueur : 2011 et 2012

### Bilan par saison
| Saison    | Championnat               | Championnat | Championnat | Championnat | Championnat | Championnat | Championnat | Championnat | Championnat | Championnat | Coupe de France |
| Saison    | Division                  | Class.      | Pts         | M           | V           | N           | D           | Bp          | Bc          | Diff.       | Coupe de France |
| --------- | ------------------------- | ----------- | ----------- | ----------- | ----------- | ----------- | ----------- | ----------- | ----------- | ----------- | --------------- |
| 2010-2011 |                           |             |             |             |             |             |             |             |             |             |                 |
| 2011-2012 | DH Basse-Normandie        | 1er         |             |             |             |             |             |             |             |             | ?               |
| 2012-2013 | Champ. de France - grp. A | 12e/12      | 0 pt        | 0           | 0           | 0           | 0           | 0           | 0           | 0           | ?               |
| 2013-2014 | DH Basse-Normandie        |             |             |             |             |             |             |             |             |             | ?               |
| 2014-2015 | Division 2 - grp. A       | 9e/11       | 38 pts      | 20          | 6           | 0           | 14          | 90          | 121         | -31         | 16e de finale   |
| 2015-2016 | DH Basse-Normandie        | 1er         |             |             |             |             |             |             |             |             | Demi-finale     |
| 2016-2017 | Division 2 - grp. A       | 3e/10       | 39 pts      | 18          | 12          | 3           | 3           | 115         | 85          | +30         | 32e de finale   |
| 2017-2018 | Division 2 - grp. A       | 3e/10       | 26 pts      | 18          | 7           | 5           | 6           | 102         | 88          | +14         | 32e de finale   |
| 2018-2019 | Division 2 - grp. A       | 4e/10       | 33 pts      | 18          | 10          | 3           | 5           | 136         | 100         | +36         | 16e de finale   |
| 2019-2020 | Division 2 - grp. B       | 1er/10      | 34 pts      | 12          | 11          | 1           | 0           | 85          | 39          | +46         | 16e de finale   |
| 2020-2021 | Division 1                | 6e/12       | 30 pts      | 22          | 9           | 3           | 10          | 74          | 91          | -17         | non jouée       |
| 2021-2022 | Division 1                | 10e/10      | 9 pts       | 18          | 2           | 3           | 13          | 38          | 69          | -31         | Quart de finale |
| 2022-2023 | Division 2                | 1er/10      | 49 pts      | 18          | 16          | 1           | 1           | 110         | 44          | +66         | 32e de finale   |

## Structure du club

### Statut du club et des joueurs
| \| Hérouville Saint-Clair \| Le club est basé à Hérouville Saint-Clair en Normandie. |
| Hérouville Saint-Clair                                                               |

Jusqu'à montée en Championnat de France 2012-2013, le club est une section du Sporting Club hérouvillais. Avant de voir sa structure futsal dissoute pour fraude à la licence, le club a déjà prévu de devenir indépendant pour faciliter sa gestion, notamment financière. Le futsal est indépendant du Sporting Club d'Hérouville depuis 2014,.
Le Hérouville Futsal est fondé en 2014 et affilié à la Fédération française de football (FFF), qui régit le futsal en France, sous le numéro 590181. Le club réfère à ses antennes délocalisées : la Ligue régionale de Normandie et le District départemental du Calvados.
Les joueurs ont soit un statut bénévole, amateur ou de semi-professionnel sous contrat fédéral. Lorsque le club recrute des joueurs, il ne leur offre pas d’argent mais se débrouille pour leur trouver du travail, leur apporter une stabilité dans leur vie sociale et professionnelle. La FFF contraint les clubs à n'aligner qu'un maximum de deux de joueur sous double licence (football et futsal). Cela implique la rétrogradation du club en 2013 et que, lors de la montée en D2 en 2016, il ne recrute aucun joueur dans cette situation, comptant déjà Samir et Nabil Alla dans ce cas.

### Salles
Le Hérouville Futsal évolue à domicile au gymnase Allende d'Hérouville Saint-Clair.
En 2020, promu en Division 1, l'équipe doit trouver une nouvelle salle, le gymnase Allende n'étant pas aux normes pour la D1 de futsal, étant homologué en catégorie 2. La demande de jouer au Palais des Sports de Caen essuie un refus. Hérouville bénéficie finalement d’une dérogation d’un an, sous réserve d’aménagements, pour évoluer dans son gymnase Allende. Le rafraîchissement du gymnase représente un investissement près de 11 000 euros, alors que l'avenir proche envoie le club dans une autre salle de la ville.
Pour la saison 2021-2022, sa seconde consécutive en D1, le gymnase Allende n'est toujours pas homologué et ne bénéficie plus de la dérogation. Dans l’attente de la livraison d’un nouveau gymnase de 400 places (près de 4 millions d’euros) à l’horizon 2023 ou 2024, le HF obtient de jouer au Palais des sports de Caen. « C’était important pour nous que ce club ne soit pas relégué pour des raisons administratives, souligne Aristide Olivier, adjoint chargé des sports à la ville de Caen. La Ville a pris ses responsabilités et pris cette décision car cela n’impactait aucunement les calendriers du Caen BC (N1 de basket) et du Caen HB (Proligue de hand), les deux clubs résidents ». « C’est toujours flatteur de jouer dans ce genre de lieu. Ça permet d’attirer un nouveau public, de recevoir dans de bonnes conditions, et d’avoir des matches de gala. Le club est mis en valeur. Mais il va falloir s’approprier le gymnase. Il y aura un temps d’adaptation », prévient l’entraîneur hérouvillais Ramzi Majri à Ouest-France avant le début du championnat. L'équipe est reléguée au terme de cet exercice. Un an après, en mai 2023, le capitaine Samir Alla consent « Ça avait été un calvaire. Nous ne pouvions pas nous y entraîner, nous n'avions pas nos repères, on avait l'impression de toujours jouer à l'extérieur ».
Devant cette problématique de salle, la municipalité d'Hérouville-Saint-Clair investie dans une nouvelle salle : le gymnase Laporte, pour 5,4 millions d'euros, dont la moitié financée par la ville. L'ouverture de la structure est prévue pour novembre 2023.

### Aspect financier
En octobre 2012, à la suite de la montée en championnat de France de futsal, le président du SC Hérouville déclare « On arrive à maintenir le budget pour le football mais le futsal pèse très lourd sur les finances du club. On a demandé une subvention supplémentaire à la mairie d'Hérouville, à la Fédération et nous cherchons de nouveaux partenaires pour le futsal ». Début 2013, la section futsal du SC hérouvillais souhaite devenir indépendant d'un club visant la montée en CFA2 en football et le maintien au niveau national en futsal. Le budget pour intégrer la future poule unique de Division 1 est alors estimée à 120 000€ par l'entraîneur-joueur Abdou Alla.
En 2019-2020, le budget hérouvillais tourne autour des 35 000 €. À la suite de la montée en première division 2020-2021, le budget est triplé et passe à 115 000 euros, avec l'aide des collectivités locales et notamment celle de la ville d'Hérouville.

### Identité visuelle et image

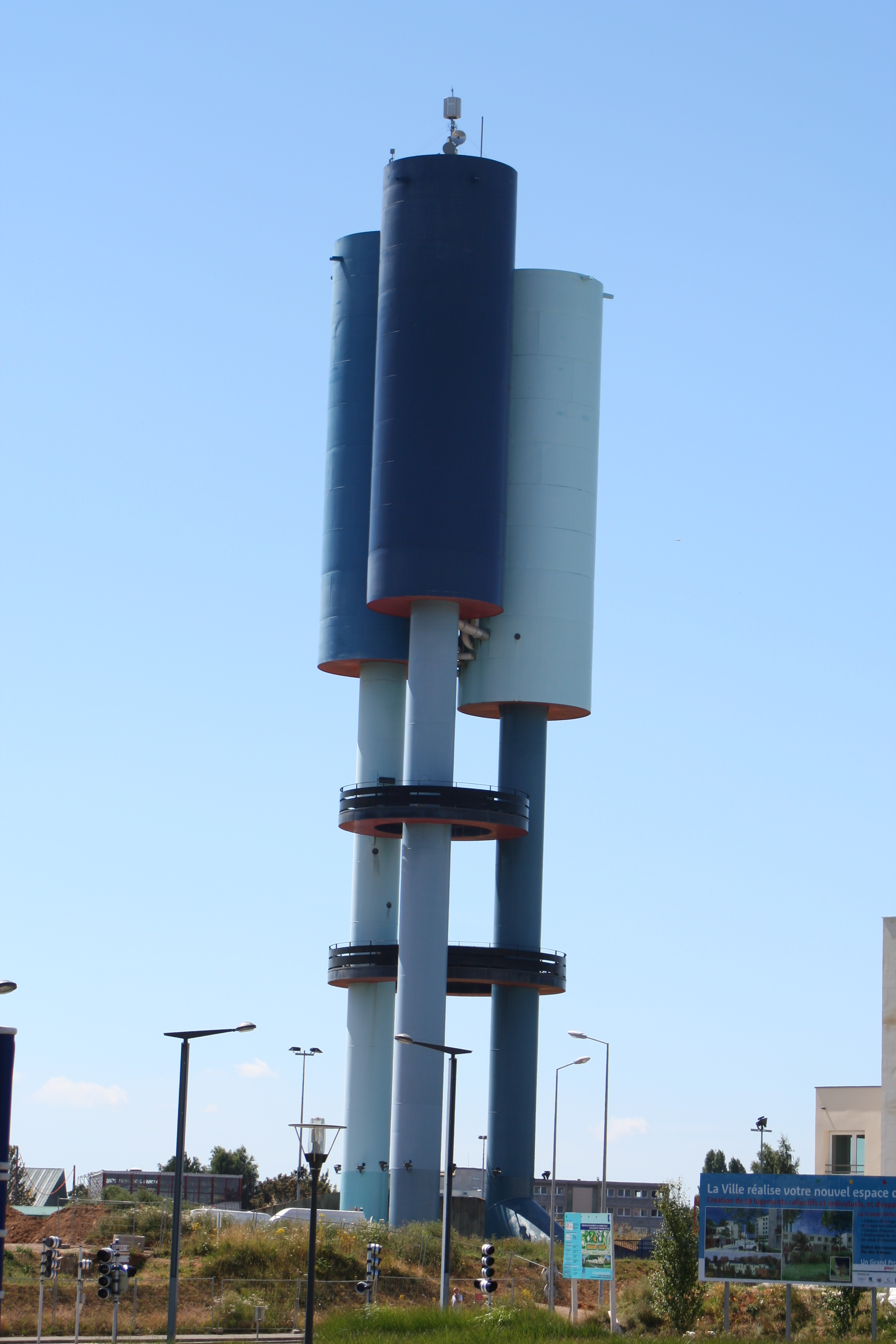
Château d'eau triple d'Hérouville.

Le club débute en tant que section futsal du Sporting Club hérouvillais jouant en bleu ciel et foncé. Reparti en tant que Hérouville Futsal, l'équipe évolue en bleu.
Le logo du Hérouville Futsal est un rond au bord fin bleu foncé, exceptées deux parties blanche de chaque côté. Un anneau bleu clair est à l'intérieur avec le nom du club écrit en haut en majuscule en suivant la courbe, de même que la devise du club « Force & honneur » en dessous. Au milieu blanc, le code postal d'Hérouville-Sainte-Clair « 14200 » est marqué en petit en bas. Au centre, les initiales « HF » sont inscrites du même bleu ciel, avec une représentation du Château d'eau triple de la ville au milieu du dessus du « H ».

SC hérouvillais
Hérouville Futsal

## Personnalités

### Dirigeants
| Période     | Nom                |
| ----------- | ------------------ |
| 2010 à 2014 | Guzel Cabbar (SCH) |
| 2014 à 2016 | ?                  |
| 2016 à 2019 | Abdelillah Alla    |
| depuis 2019 | Ayoub Benazzouz    |

Youssef El-Arabi, figure d’Hérouville et joueur notamment formé au Sporting Club hérouvillais, est le président d’honneur du club dès le début. Il l'accompagne et, dès qu’il le peut avec son agenda de footballeur professionnel, vient donner des coups d’envoi ou assister à des réunions.
Au début de 2013, à la suite de l'exclusion du championnat de France à la suite d'une fraude sur identité de licence, le président du SCH Guzel Cabbar est suspendu de deux ans. Malgré sa suspension, le président déclare alors ne pas compter quitter le navire hérouvillais.
En 2016, Abdelillah Alla est président du club, après en avoir été l'entraîneur.

En 2020, Ayoub Benazzouz est président du Hérouville Futsal. Il est auparavant responsable du futsal à Hérouville, et secrétaire du club.

### Entraîneurs
| Période     | Nom                    |
| ----------- | ---------------------- |
| 2012        | Adil Zeroual           |
| 2011 à 2016 | Abdelillah Alla        |
| 2016 à 2018 | Toufik Daïkha          |
| 2018-2019   | ?                      |
| 2019-2020   | Samir Alla             |
| 2020-2021   | Ramzi Majri            |
| 2022-...    | Quentin Lecomte-Moulin |

Pour la saison 2012-2013 en championnat de France, Adil Zeroual dirige l'équipe en début de saison,, et est décrit comme un jeune entraîneur non-diplômé. Abdelillah Alla est ensuite mentionné comme entraîneur-joueur de l'équipe. Début 2013, il dirige alors l’équipe hérouvillaise de futsal depuis deux ans. En 2016, il est toujours à la tête de l'équipe qu'il mène en demi-finale de Coupe de France 2015-2016 et promeut en Division 2, tout en étant joueur du Paris ACASA futsal. Il devient ensuite président du club.
Lors de la saison 2019-2020, Hérouville est dirigé par Éric Fouda, qui mène deux des trois séances hebdomadaires, et Samir Alla en tant qu'entraineur-joueur. Fouda, auparavant entraîneur monté jusqu’au niveau CFA et de l'équipe football du SC hérouville, prend le rôle de préparateur physique puis, pour 2020-2021, retourne à Douvres (R2).
À la suite de la montée en Division 1 2020-2021, Ramzi Majri devient entraîneur de l'équipe. Il commence rapidement sa carrière d'entraîneur, à la suite d'une blessure, dans son club de Martel Caluire dans le Rhône, puis Moulin à Vent avant un retour à Martel Caluire et passe ses diplômes. Il y obtient notamment la montée de l'équipe réserve en Régional 1 à l’issue de l’exercice 2018-2019.
Retombé en D2 pour la saison 2022-2023, le club voit l’arrivée de Quentin Leconte sur le banc.

### Joueurs notables
Lors de la montée en championnat de France 2012-2013, les joueurs hérouvillais sont tous issus du football à onze et se révèlent dans le futsal au JS Douvres-la-Délivrande. Pour constituer son groupe, le club doit puiser dans le football sur herbe local, en Division d’Honneur. Ses meilleurs joueurs (Nabil et Samir Alla) ont même une double licence, où la priorité est donnée au football et à la montée en CFA 2, et ne peuvent jouer qu’environ une semaine sur deux en salle.
Samir Alla commence par le football au SC Hérouville puis intègre l'USON Mondeville en CFA 2. En 2007, il est recruté pour intégrer, en parallèle, le club de futsal de Douvres. Au bout de deux ans et des détections, il devient international français. Samir poursuit cette pratique et revenant au SC Hérouville en 2010. Il délaisse progressivement la pratique à onze sur herbe pour se consacrer au futsal. Où il joue avec ses deux frères Abdou et Nabil. Seul joueur de l'équipe de France à évoluer en D2, Alla reste fidèle au HF. Il est élu meilleur joueur de D2 2019-2020, dont l'équipe remporte la poule A, par un site spécialisé.
Début 2017, insatisfait de son temps de jeu, le gardien international français Ba El Maarouf Kerroumi quitte sa ville natale et le Toulon TEF à la mi-saison et s'engage avec Hérouville en deuxième division, à mile kilomètres au nord. Pour la saison 2018-2019, Ba El Maarouf revient au TEF après un an et demi en D2 à Hérouville.
Frère de l'international Samir Alla, Nabil Alla rejoint le club hérouvillais dès la création de l'équipe en 2010. Il ne quitte ensuite jamais le HF même lors des relégations au niveau régional. Au terme de la saison 2020-2021 synonyme de retour au plus haut niveau, au lendemain de ses 38 ans, Nabil décroche le titre de meilleur buteur de D1 avec 29 buts.

### Effectif 2021-2022
Pour la saison 2021-2022, la seconde en première division, l'effectif hérouvillais est moins large. Le cadet des frères Alla, Abdou, les gardiens Ricardo Blandes Palazon et Eddy Franchet quittent le club. Le Brésilien Carlos et le jeune portier Samir Teffaf, passé par les équipes de France jeunes, garnissent les rangs.
Les postes mentionnés se réfèrent à ceux du football. Comprendre que « A - attaquant » désigne les « pivots » et « M - milieu de terrain » les « ailiers ».

## Autres équipes
Lors de sa montée en championnat de France 2012-2013, le SC hérouvillais compte 480 licenciés au total, dont deux équipes de futsal pour une trentaine de joueurs et le reste évoluant au football.
Pour la saison 2016-2017, le Hérouville Futsal souhaite mettre en place une école de futsal pour les U11, U13 et U15, ainsi qu'une équipe féminine. Au début de la saison 2020-2021, cela n'est pas encore fait,.